# دنرسبرغ
يُعَد دُنَرسبِرغ والذي يعني جبل الرعد أعلى قمة في منطقة بلاتنة (بالألمانية: Pfalz)‏ ألمانيا، تليها كلميت. يقع الجبل بين مدينتي رُكِنهَوزِن وكِرشهَيم بُولندن. يمتد الطريق السريع A63 على طول الحافة الجنوبية لنهر دُنَرسبِرغ. يمر طريق المشي الأوروبي E8 عبر الجبل.

## معرض الصور

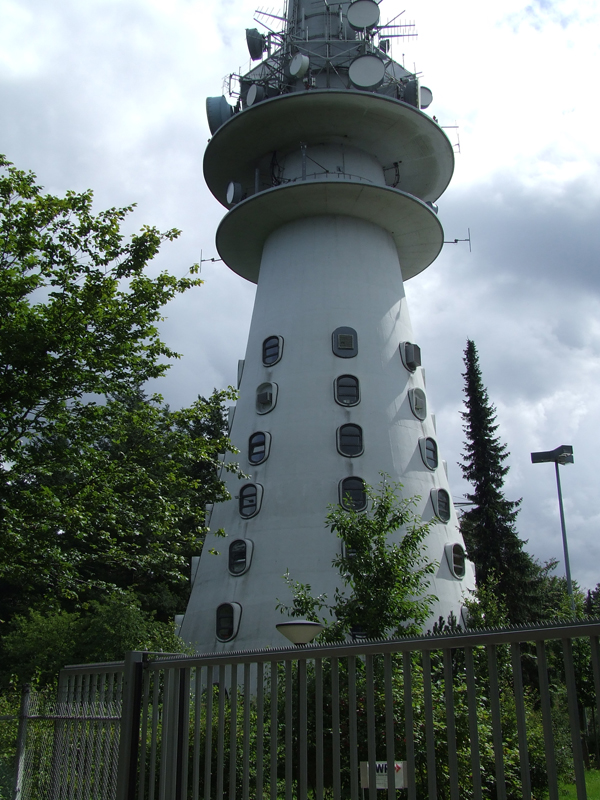
قاعدة سارية الإذاعة والتلفاز على قمة دُنَرسبِرغ التي يعلوم أكثر من 200 متر
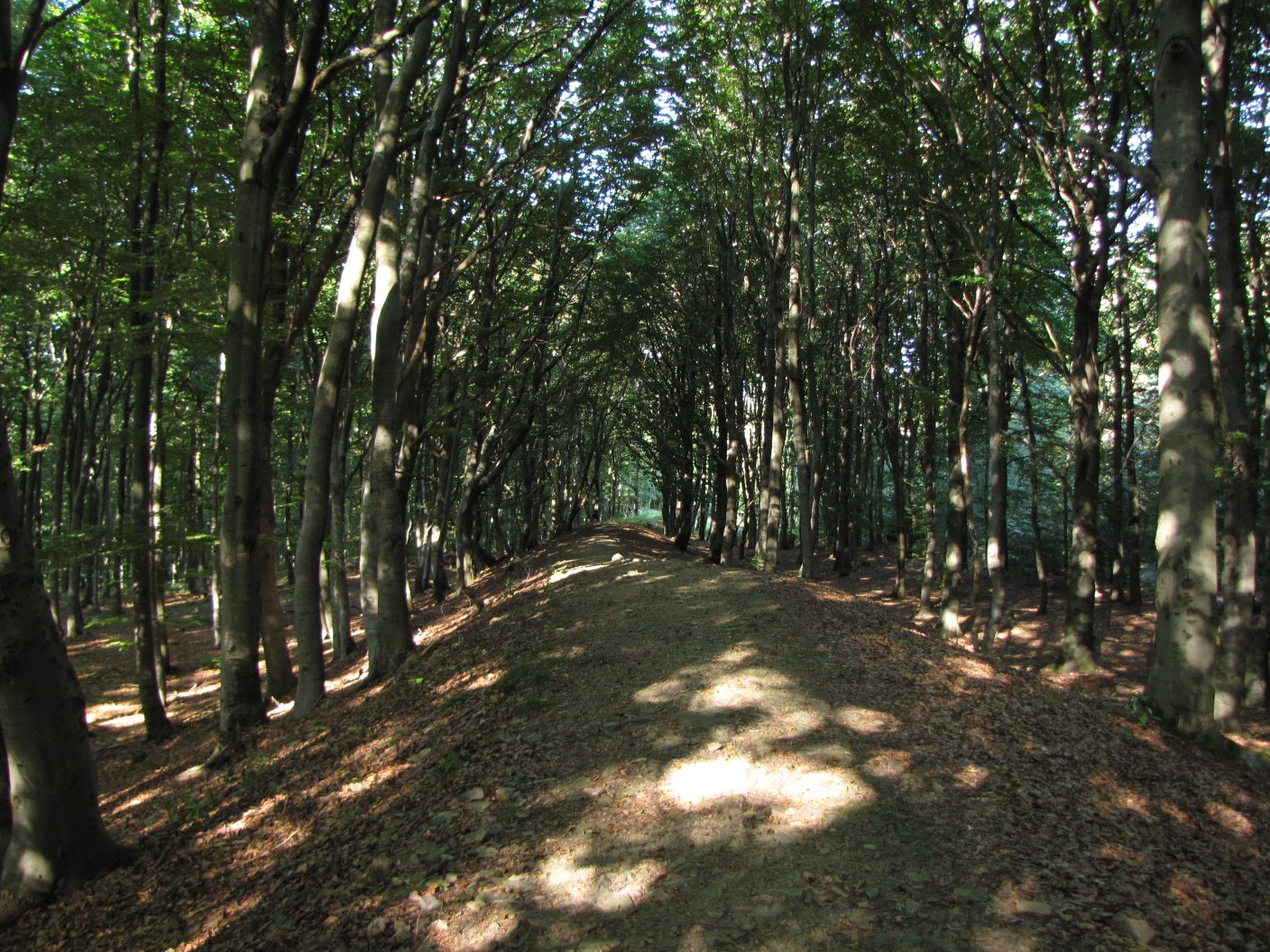
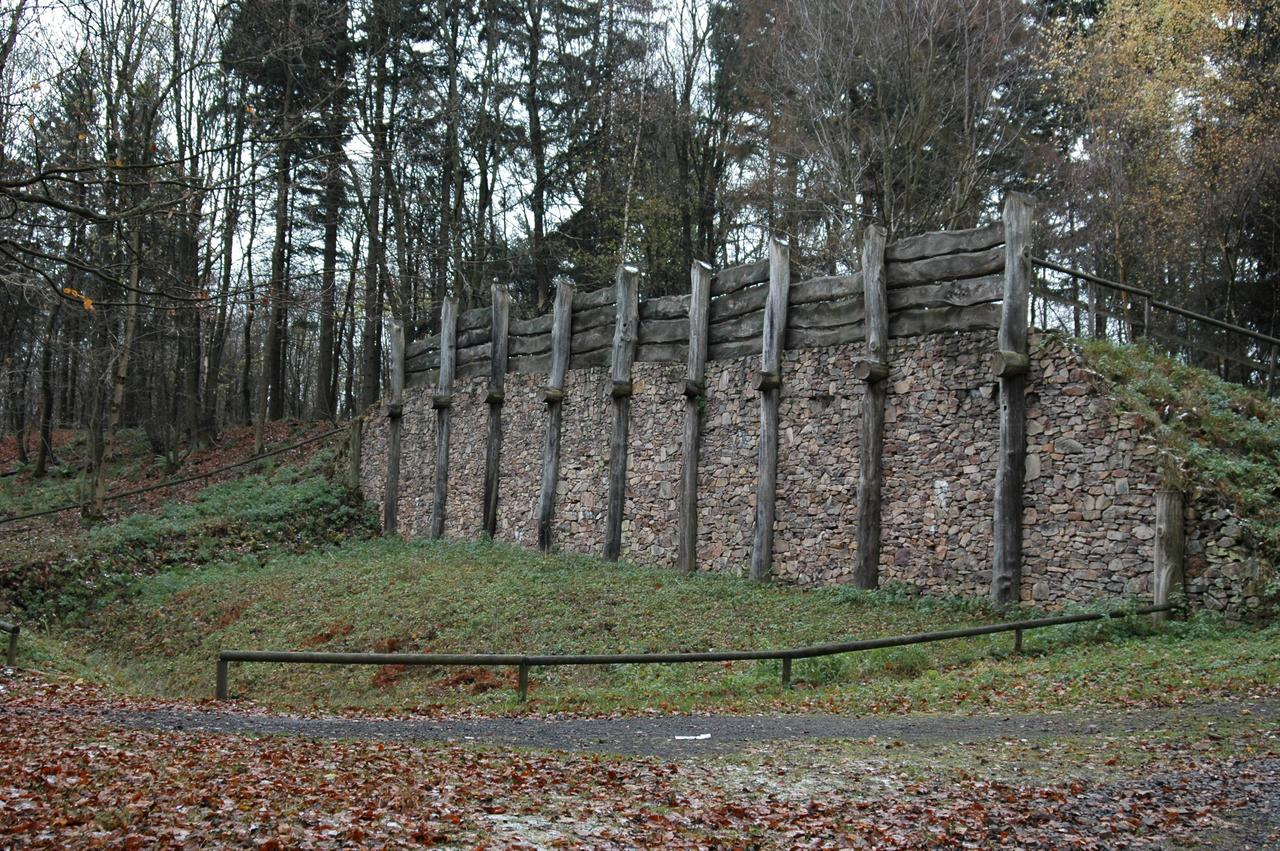
جدار التحصين السلتي المعاد بناؤه في hillfort
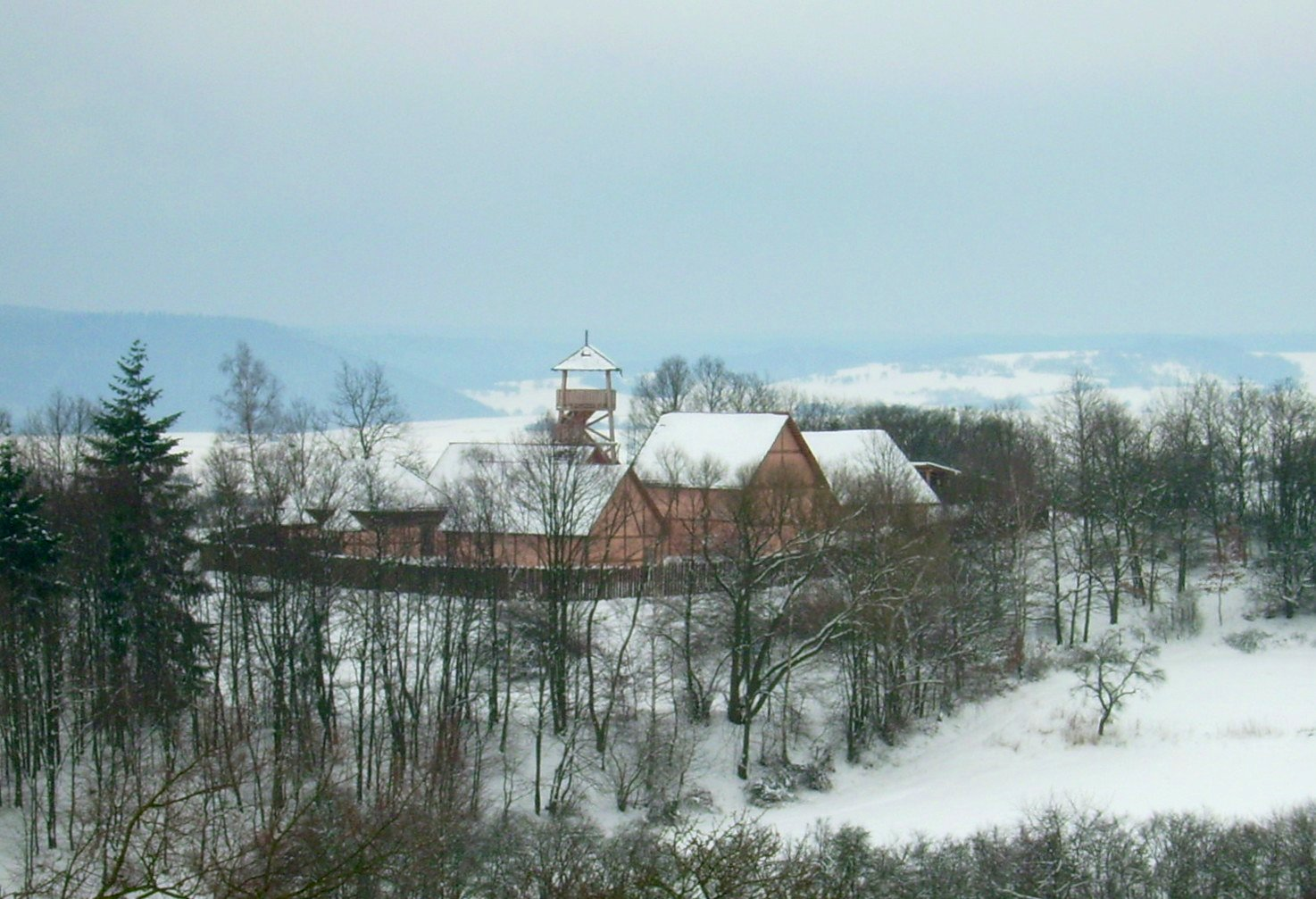